# Palais Angerer
Pour les articles homonymes, voir Angerer.
 (août 2020).
Le Palais Angerer est un palais viennois situé au 15 Rooseveltplatz dans le quartier d'Alsergrund à Vienne. Il abrite aujourd'hui l'hôtel Regina. 

## Histoire
En 1876/77, l'architecte Emil von Förster fit construire un palais résidentiel de style néo-Renaissance pour Johann Angerer sur la Maximilianplatz, l'actuelle Rooseveltplatz. Jusqu'en 1920, il y avait une brasserie au rez-de-chaussée de la maison. Georg Kremslehner a transformé le bâtiment en hôtel à partir de 1907. En 1913, l'architecte Cesar Poppovits a créé une cave au sous-sol, qui sert maintenant de salle de banquet  . Pendant la Seconde Guerre mondiale, la maison a servi d'hôpital et a été confisquée par les Américains après la guerre. Après leur départ, elle a été reconvertie en hôtel. Lors de la rénovation de la façade principale en 2017, elle a été recouverte d'une installation de plus de 600 mètres carrés d'une gravure sur cuivre adaptée de 1877, visible pendant trois mois . 

## Invités célèbres
- Franziska Janko et le roi Zog Ier d'Albanie[3]
- Richard Tauber en juin et décembre 1920, lors de ses apparitions invitées au Volksoper de Vienne[4]
- Stefan Zweig n'était pas seulement un invité fréquent de l'hôtel Regina dans les années 1930, il lui servait même d'adresse d'enregistrement.
- Chancelier fédéral Julius Raab[5].

## Littérature
- DEHIO Vienne - II à IX. et XX. district. Schroll, Vienne 1996,  (ISBN 3-7031-0680-8).

## Liens web
- Planet Vienna - Palais Angerer

## Source de traduction
- (de) Cet article est partiellement ou en totalité issu de l’article de Wikipédia en allemand intitulé « Palais Angerer » (voir la liste des auteurs).